# Angelika Buck
Pour les articles homonymes, voir Buck.
Angelika Buck, née le 9 mai 1950 à Ravensbourg, est une patineuse artistique allemande pratiquant la danse sur glace.

## Biographie

### Carrière sportive
Avec son frère Erich Buck, elle est sacrée championne d'Europe en 1972, médaillée d'argent aux Mondiaux de 1971, aux Mondiaux de 1972, Mondiaux de 1973, aux Championnats d'Europe de 1970, aux Championnats d'Europe de 1971 et aux Championnats d'Europe de 1973, et médaillée de bronze aux Mondiaux de 1970.

## Palmarès
| Compétitions                        | 1965 | 1966 | 1967 | 1968 | 1969 | 1970 | 1971 | 1972 | 1973 |  |  |  |  |  |
| Jeux olympiques d'hiver             |      |      |      |      |      |      |      |      |      |  |  |  |  |  |
| Championnats du monde               |      |      | 10e  | 8e   | 5e   | 3e   | 2e   | 2e   | 2e   |  |  |  |  |  |
| Championnats d’Europe               |      | 13e  |      | 6e   | 4e   | 2e   | 2e   | 1re  | 2e   |  |  |  |  |  |
| Championnats d’Allemagne de l’Ouest | 4e   | 2e   | 2e   | 1re  | 1re  | 1re  | 1re  | 1re  | 1re  |  |  |  |  |  |
|                                     |      |      |      |      |      |      |      |      |      |  |  |  |  |  |